# ناشناخته (تکن)
آن‌نون یا ناشناخته (به انگلیسی: Unknown و به ژاپنی: 不明) یکی از شخصیت‌های ساختگی مجموعه بازی رایانه‌ای تکن که توسط شرکت نامکو ساخته شده‌است و برای اولین بار در سال ۱۹۹۹ به عنوان غول آخر در تکن تگ تورنومنت حضور یافت. دومین حضور او نیز به عنوان غول آخر در نسخه تکن تگ تورنومنت ۲ بود و تنها در این دو نسخه از بازی حضور دارد. در یکی از آرت‌بوک‌های تکن ۶ ناشناخته به عنوان خواهر جون کازاما شناخته شده بود، اما بعدها این مسئله تکذیب شد و او به عنوان شکل نهایی جون کازاما در نظر گرفته شده‌است. او یک زن آسیایی با چشمان درخشان زرد و بنفش است و رنگ بدن او بیشتر شبیه به رنگ لجن می‌ماند و پاهایی برهنه دارد.
مشخص نشده‌است که ناشناخته، حرکت‌های تمام شخصیت‌های دیگر را انجام می‌دهد یا نه. او می‌تواند به راحتی با فشاردادن به چوب راست آنالوگ، سبک مبارزه خود را به پرواز تغییر دهد. آن‌نون همیشه بازی را با سبک کاراته سنتی کازاما آغاز می‌کند، که همیشه جون کازاما آن طور بازی را شروع می‌کند.
پشت سر او یک شبح گرگ مانند است که در برخی منابع آن را شیطان جنگل نامیده‌اند که این شبح، کارهای ناشناخته را کنترل و انجام می‌دهد.
طبق بعضی از منابع، ناشناخته آن شبح گرگ مانند را می‌کشد و از دست او رهایی می‌یابد. سایت غیر رسمی تکن.

ناشناخته در حال مبارزه در تکن تگ تورنومنت

## بازی‌هایی که ناشناخته در آن حضور داشته است
- تکن تگ تورنومنت در سال ۲۰۰۰ میلادی
- تکن تگ تورنومنت ۲ در سال ۲۰۱۲ میلادی